# Totally Krossed Out
Totally Krossed Out är Kris Kross debutalbum, utgivet den 31 mars 1992. Det nådde första plats på Billboard 200.

## Låtlista
1. "Intro Interview" – 0:51
2. "Jump" – 3:15
3. "Lil' Boys in da Hood" – 3:05
4. "Warm It Up" – 4:08
5. "The Way of Rhyme" – 2:59
6. "Party" – 4:02
7. "We're in da House" – 0:39
8. "A Real Bad Dream" – 1:58
9. "It's a Shame" – 3:46
10. "Can't Stop the Bum Rush" – 2:57
11. "You Can't Get With This" – 2:24
12. "I Missed the Bus" – 2:59
13. "Outro" – 0:43
14. "Party" (Krossed Mix) – 4:10
15. "Jump" (Extended Mix) – 5:10